# Coolgardie
Coolgardie, (1 395 habitants en 2001) est une ville d'Australie-Occidentale. Située en plein désert, elle fut fondée par des colons venus du monde entier vers le nouvel Eldorado lors de la ruée vers l’or de 1890. Elle comptait 25 000 habitants en 1900 au paroxysme de la fièvre de l'or. Sa proche voisine, Kalgoorlie, a elle aussi connu une perte de population mais moins importante: 22 230 habitants contre 30 000 et 93 hôtels en 1902.

## Transports
La Great Eastern Highway (National Highway 94) en provenance de Perth traverse la ville sous le nom de Bayley Street. À la sortie est de Coolgardie elle s'oriente vers le sud pour aller rejoindre la route qui relie Kalgoorlie à Esperance et qui passe par Norseman, le point de départ vers l'est de la route qui traverse la plaine de Nullarbor pour rejoindre l'Australie-Méridionale.
Le train Transwa Prospector s'arrête à 14 km au nord de la ville à Bonnie Vale.